# 穆尔托萨 (葡萄牙堂区)
穆尔托萨是葡萄牙阿威罗区的一个堂区。总面积14.56平方公里，总人口3140人，人口密度215.7人/平方公里。